# Hængsel
Et hængsel er et beslag som anvendes til at forbinde to objekter når man ønsker at det ene skal kunne rotere i forhold til det andet. Hængsler anvendes sædvanligvis til at hænge åbenbare vinduer og døre op.